# Kristy Zimmerman
Kristy Zimmerman, née le 8 octobre 1994 à Willemstad (Curaçao), est une joueuse de handball néerlandaise évoluant au poste de gardienne de but dans le club français du Toulon Métropole Var Handball.
Auparavant elle a évolué pour deux autres clubs français, trois saison au Bourg-de-Péage Drôme Handball puis deux à la Jeanne d'Arc Dijon

## Palmarès
- vainqueur du championnat des Pays-Bas (2) : 2015 et 2016
- vainqueur de la coupe des Pays-Bas (1) : 2015